# パンをふんだ娘
「パンをふんだ娘」（パンをふんだむすめ、Pigen, som traadte paa Brødet）は、ハンス・クリスチャン・アンデルセンの創作童話である。1860年、『童話と物語Ⅰ：パンを踏んだ娘、ペンとインク壺、美しい！』に収録されて出版される。

## あらすじ
ある村に、インゲルと言う美しい少女が住んでいた。インゲルは裕福な家庭へ奉公に出されたが、それは元から自分の美貌を鼻に掛けるところが有ったインゲルの高慢な性格に拍車をかけることとなった。
ある日、インゲルは里帰りをすることになり奉公先の夫人からお土産にパンを持たせられる。その帰り道、インゲルは雨上がりに出来たぬかるみの前で立ち止まる。そして、自分の新しい靴や服を汚したくないと思いお土産のパンをぬかるみに放り投げ、パンの上に飛び乗った。ところが、その途端にパンはぬかるみの底へインゲルを乗せたまま沈み、二度と浮かび上がることは無かった。
インゲルが慢心のために底無し沼へ沈んだ話は人々の間で語り草となり、その様子は地獄に落ちたインゲルの耳にも伝わって来た。そして、インゲルの母が愚かな娘を持ったことを嘆きながら死の床に就いても、インゲルはたかがパン一切れのためにどうして自分が地獄へ落ちなければならないのかと全く反省しなかった。
そんなある日、いつものように地上で底無し沼へ沈んだインゲルの話をしていた子供たちの中で一人の少女がインゲルを憐れみ、神様にインゲルが天国へ行けるよう祈りを捧げる。その少女もやがて年を取り、死の床に就くが、幼い頃に聞いたインゲルの話を片時も忘れることは無く、インゲルの為に涙を流して天に召された。
その祈りは聞き届けられ、インゲルは灰色の小鳥に生まれ変わる。そして、インゲルはどんな小さなパン屑であっても粗末にせず、他の鳥に分け与えた。そして、灰色の小鳥が他の鳥に分け与えたパン屑の量があの時に踏んだパンと同じ量になった時にインゲルの罪は許され、長い苦しみから解き放たれて天国へ召されたのであった。

## 備考
岐阜女子大学の佐藤義隆は、論文で本作について考察している。1859年に書かれたこの作品からは宗教色が色濃く感じられるが、これにはLudvig Christian Müller（1806–1851）というコペンハーゲン大学神学部学生の宗教観が強く反映されている。アンデルセンはコペンハーゲンで、彼に受験勉強を見てもらった（1827–1828）。その影響もあって、本作や『赤い靴』のような作品が生まれたと佐藤は言う。
いわゆる七つの大罪のうち、高慢の罪を犯した主人公と、その贖罪のプロセスを描いた作品である。パンはキリストの肉体を象徴するもので、主人公は神を踏んだと解釈できる。小鳥になった主人公は無私の行動（七つの美徳のうちの慈愛）によって、最終的に神に愛される者となった。

## 影絵劇
1975年、NHK教育テレビの番組『にんぎょうげき』の枠で『パンをふんだむすめ』というアニメが放送される。影絵のような表現技法を使用しており、劇団かかし座では「影絵劇」と呼んでいる。初回放送は前編が1975年11月12日、後編が11月19日。脚色：北沢杏子。操演：劇団かかし座。
以降、同番組枠で再放送が繰り返され、1993年以降は『こどもにんぎょう劇場』枠で『パンをふんだ娘』として、2008年まで放送されていた。2015年7月25日には、『Eテレセレクション』の「お願い!編集長」枠にて、2019年8月4日には「真夏の夜のEテレセレクション」として再放送された。
山田美也子による主題歌（作詞：北沢杏子、作曲：越部信義）がトラウマになった視聴者も存在する。
本アニメでは、ストーリーの大筋は原作と一致するが、「インゲルは奉公ではなく養女として引き取られた」「インゲルが地獄に落ちたことを人々が語ったり、母が晩年に悔やむ描写がない」「インゲルを憐れむ少女が幼くして亡くなった」「ラストで小鳥が天国へ行った明確な描写はない」など若干異なる。

### 声の出演
- インゲル：松尾佳子
- インゲルの母：白坂道子
- 養父：関根信昭
- 養母：友部光子
- 小さな女の子：貴家堂子
- 魔法使い：新道乃里子
- ぬま女：坂本和子
- 語り：山内雅人

## 漫画
萩尾望都により「白い鳥になった少女」のタイトルで漫画化されている。初出は別冊少女コミック1971年12月号。

### 書誌情報
- トーマの心臓 3（小学館・フラワーコミックス）1975年
- 11月のギムナジウム―ロマン短編集（小学館文庫）1976年
- 萩尾望都作品集　第I期　第17巻　『アメリカン・パイ』（小学館・プチコミックス）1977年
- ポーの一族　第3巻（小学館叢書）1988年
- マンガ化！世界文学　耽美とヒロイン（立東舎）2022年